# Avram Iancu, Bihor
Avram Iancu là một xã thuộc hạt Bihor, România. Dân số thời điểm năm 2002 là 3314 người.